# David Copperfield (illusionist)
David Seth Kotkin, mer känd under artistnamnet David Copperfield, född 16 september 1956 i Metuchen i Middlesex County, New Jersey, är en amerikansk illusionist. Till hans mest spektakulära framträdanden räknas då han fick Frihetsgudinnan att försvinna, när han svävade fritt över Grand Canyon, och när han gick rakt igenom Kinesiska muren.
Artistnamnet kommer från Charles Dickens litterära gestalt David Copperfield.
Åren 1994–1999 levde Copperfield tillsammans med fotomodellen Claudia Schiffer.